# Gulbene distrikt
Gulbene distrikt (lettiska: Gulbenes rajons) var till 2009 ett administrativt distrikt i Lettland, beläget i den nordöstra delen av landet, ca 180 kilometer från huvudstaden Riga. Distriktet angränsade med distrikten Alūksne i norr, Balvi i öster, Cēsis i väster och Madona i söder.
Den största staden i distriktet var Gulbene med 9 347 invånare.